# Arméno-Canadiens
Les Arméno-Canadiens sont les membres de la diaspora arménienne vivant au Canada. En 2001, Statistique Canada recensait 40 505 personnes d'origine arménienne vivant au Canada et 27 350 personnes ayant l'arménien comme langue maternelle. Les congrégations arméniennes affirment toutefois avoir environ 80 000 membres provenant aussi de l'Égypte, du Liban et de l'Iran.

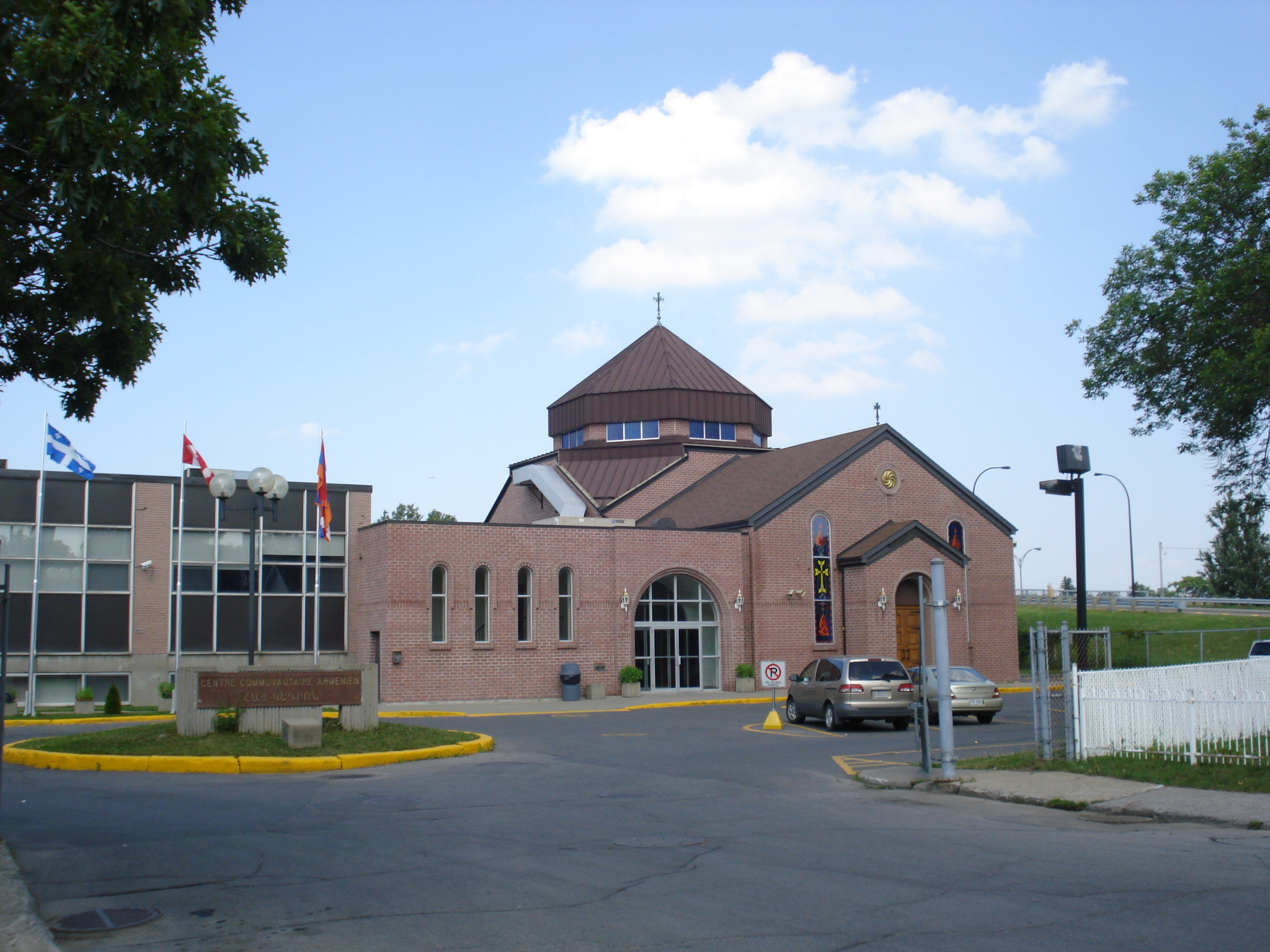
La cathédrale arménienne Saint-Jacques à Cartierville, Montréal.

Historiquement, la communauté arménienne s'est établie au Canada vers la fin du XIXe siècle et au début du XXe siècle, notamment en raison des persécutions turques et du génocide arménien. Les lois d'immigration de l'époque étaient néanmoins moins permissives qu'aujourd'hui. 
Plusieurs milliers d'Arméniens sont arrivés au pays dans les années 1950, provenant pour la plupart de pays moyen-orientaux en situation de conflit. Au début des années 1990, des Arméniens sont venus au Canada après la désintégration de l'Union soviétique. 
Les Arméno-Canadiens vivent pour la plupart dans les provinces de Québec et d'Ontario, à Montréal, Laval, Toronto, Cambridge et St. Catharines

## Personnalités canadiennes d'origine arménienne
- Petros Shoujounian-compositeur
- Raffi Armenian – compositeur.

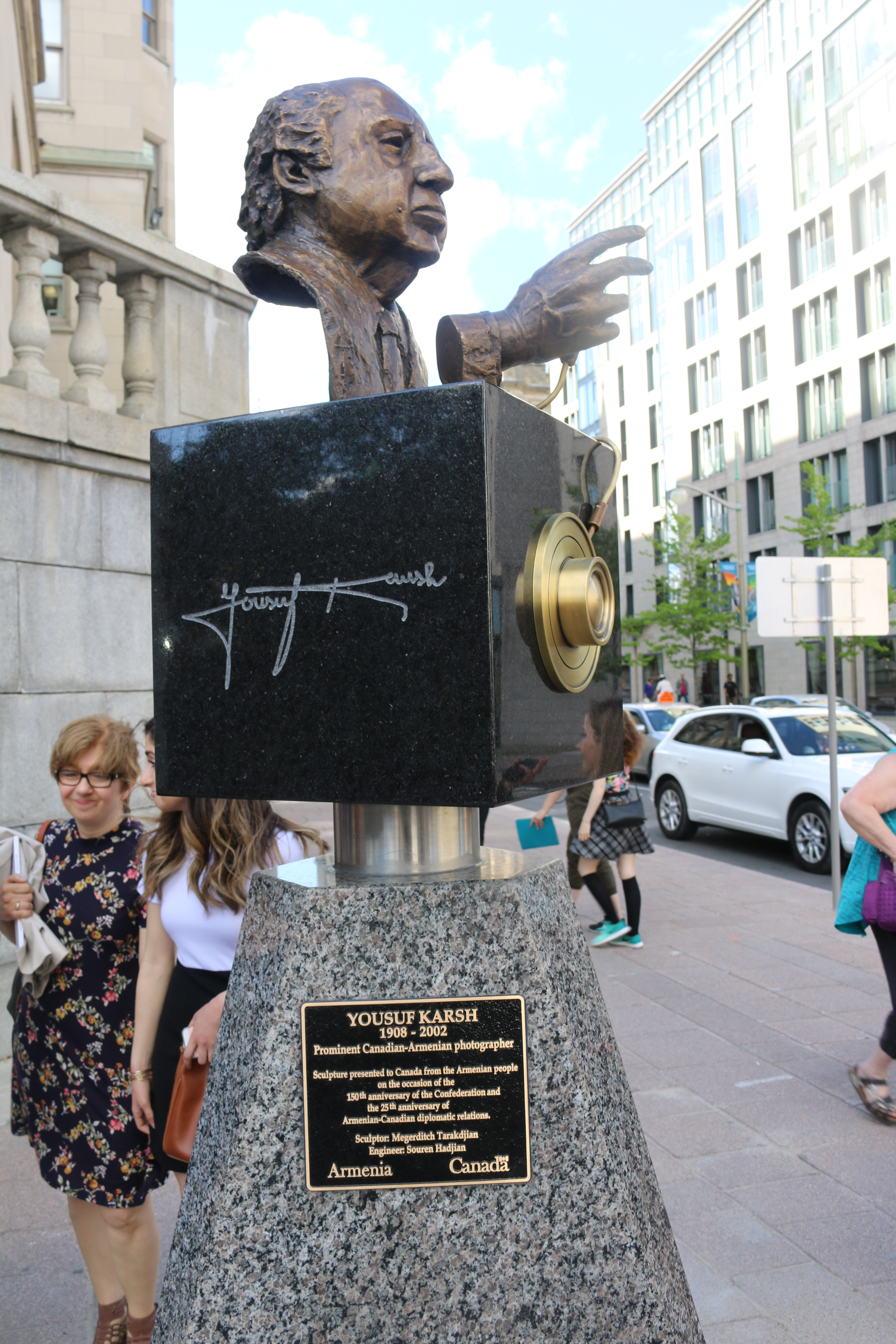
Buste de Yousuf Karsh à Ottawa.

- André Arthur, animateur de radio ; arménien à travers son père.
- Harant Alianak - acteur.
- Ronald Alepian
- David Alpay - acteur.
- Sarkis Assadourian – ancien député libéral, 1993-2004.
- Isabel Bayrakdarian – soprano.
- George Burdi - musicien.
- Ann Cavoukian– commissaire à l'information et à la vie privée de l'Ontario.
- Atom Egoyan– réalisateur.
- Eve Egoyan - pianiste
- Noushig Eloyan– femme politique montréalaise.
- Jack Kachkar – entrepreneur.
- Yousuf Karsh– photographe.
- Malak Karsh– photographe.
- Zack Kassian - joueur de hockey.
- Maryvonne Kendergi - écrivaine, professeure et pianiste.
- Arsinée Khanjian – actrice.
- Serouj Kradjian - pianiste
- David Lemieux - boxeur
- Catherine Manoukian - violoniste
- Patrick Masbourian– animateur de télévision et réalisateur.
- Andrea Martin - actrice et scénariste.
- Peter Oundjian – violoniste et chef d'orchestre.
- Richard Ouzounian
- Alice Panikian – Miss Univers Canada 2006.
- Raffi – auteur et interprète pour enfants.
- Raymond Setlakwe – entrepreneur, politicien, avocat.
- George Tutunjian – chanteur.